# حي راموت (بئر السبع)
حي راموت (بئر السبع)

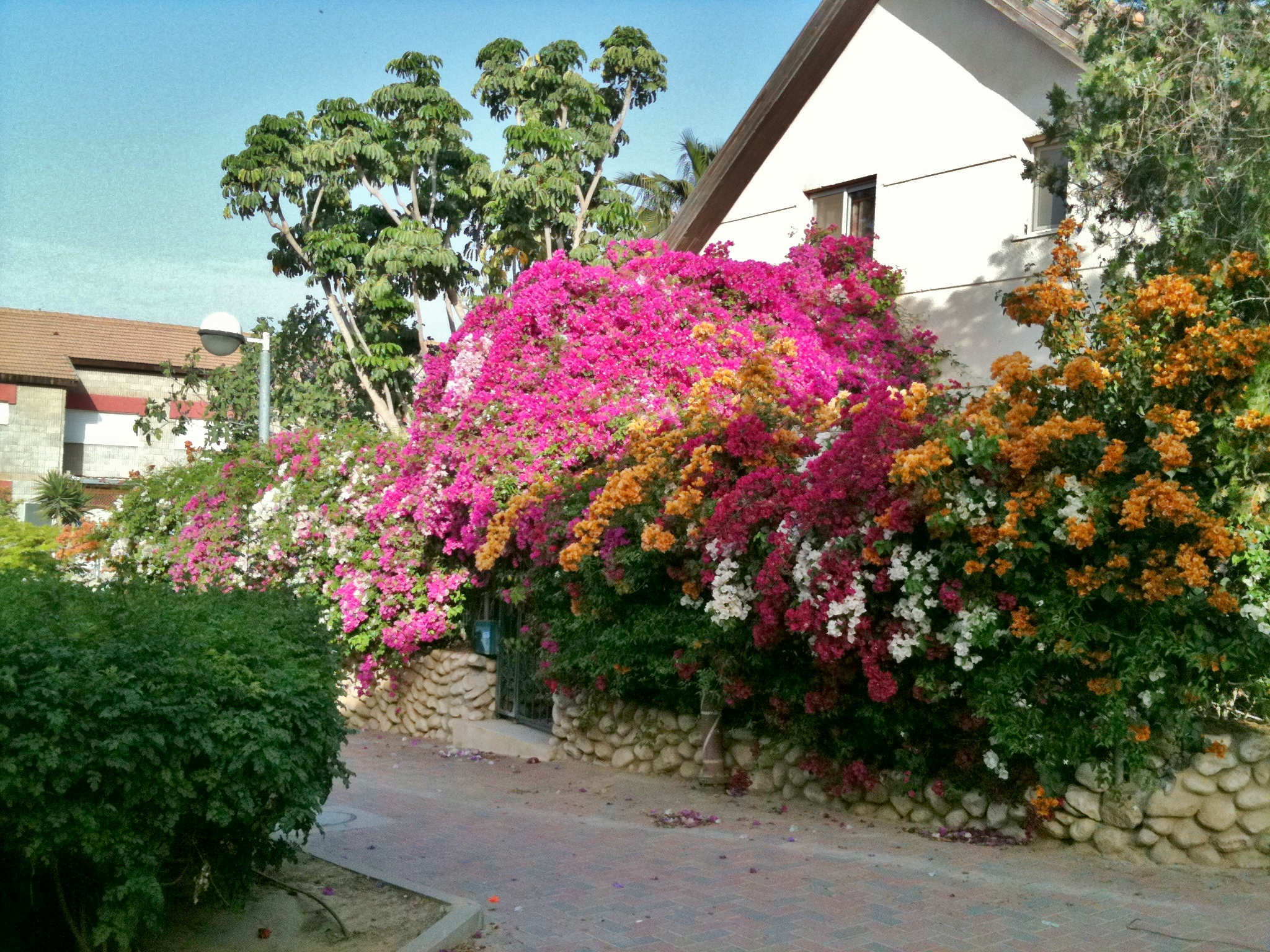
سبيل في حي راموت أ.

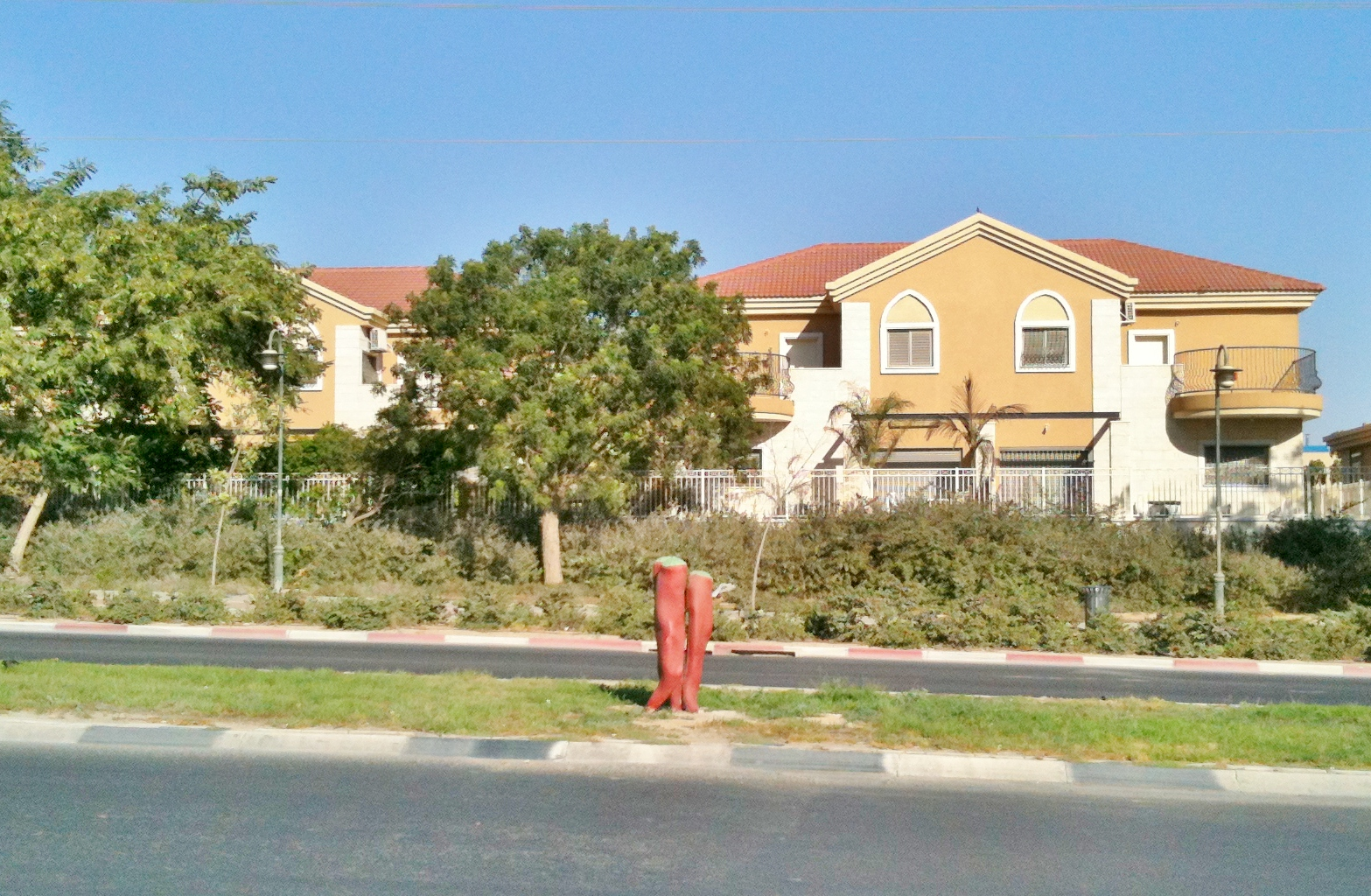
بيوت ملاصقة للأرض لعائلتين في راموت د.

حي راموت هو أقصى الأحياء الشمالية في بئر السبع، وهو من أكبر وأرقى أحياء المدينة. على عكس بقية أحياء بئر السبع التي تقع على أرض منبسطة، فإن هذا الحي يقع على تلال ومن هنا اسمه.

تم بناء الحي لسببين بارزين: منع انتقال السكان الأثرياء إلى التجمعات السكنية المحيطة بمدينة بئر السبع (لهافيم، ميتار وعومر)، والبناء السريع لوحدات سكنية لموجة المهاجرين من الاتحاد السوفيتي السابق في عقد التسعينات من القرن العشرين. جرى في المراحل الأولى بناء العديد من المنازل الملاصقة بالأرض في الحي، والتي ابتيعت بشكل أساسي من أشخاص ذوي قدرات اقتصادية وأحوال اجتماعية متوسطة ومرتفعة، إلى جانب ذلك شُيِّدت بسُرعة منازل أخرى زهيدة الثمن. إن القرب الجغرافي للحي من حرم جامعة بن غوريون جعل العيش هناك جذابًا لأعضاء هيئة التدريس وبعض الطلاب الجامعيين.

يقع في جوار الحي النصب التذكاري للواء النقب، وبيت الجندي (بيت هلوحيم) في بئر السبع، ومنتزه غاف يام النقب، والحرم المركزي لجامعة بن غوريون، ومحطة قطار بئر السبع شمال. بسبب تضاريسه، وبسبب السكك الحديدية التي تفصله عن معظم أجزاء المدينة، فإن الطرق التي تربط الحي بالمدينة موجودة في وديان، وهي قليلة العدد. لذلك، تعتبر راموت من بين الأحياء القليلة في بئر السبع التي تشهد ازدحامًا مروريًا في ساعات الصباح.

المدارس الابتدائية في حي راموت هي: أفيكيم في النقب، بن غوريون، هرتسوغ، يافي نوف، ريخَسيم، راموت، راموت نيخِس. أمّا المدارس الثانوية في الحي فهي: الشاملة 7 (مكيف ز)، ثانوية زيلبرمان هريخس.

## راموت القديمة

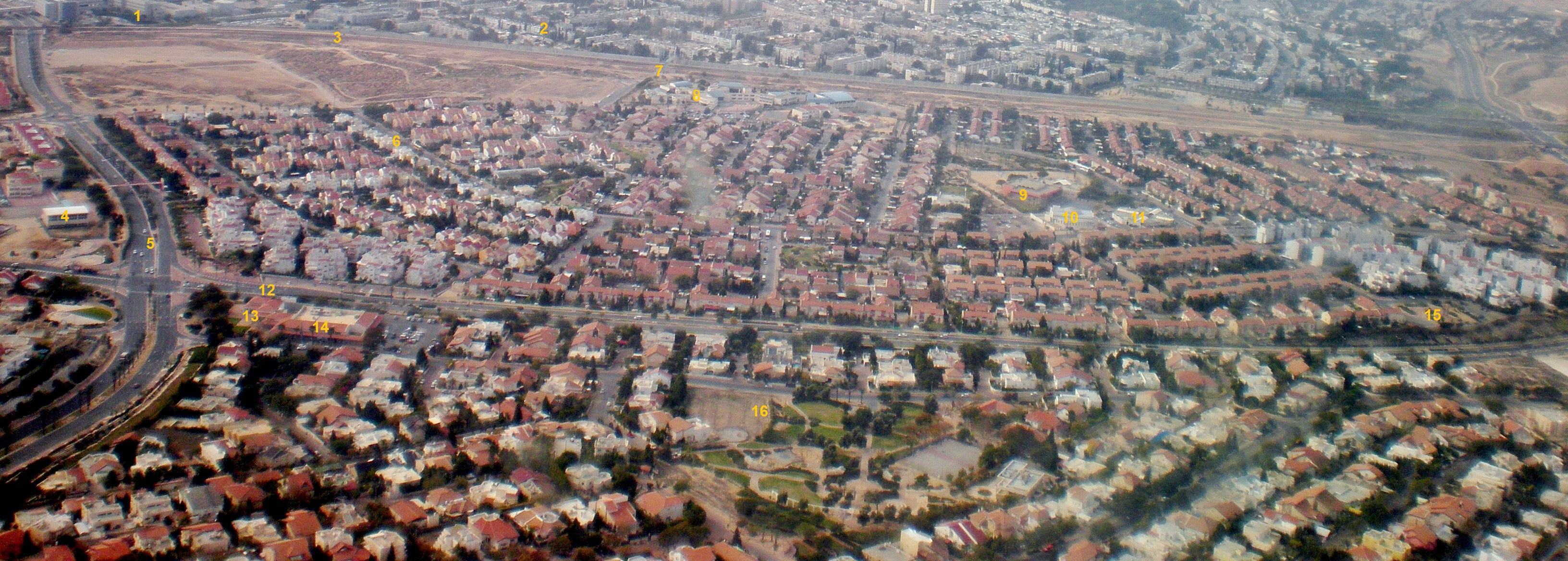
صورة جوية لراموت القديمة، ونصف راموت ج. انظر مفتاح الرموز في تفاصيل الملف (بعد النقر عليه)

أقيم حيّ راموت أ، المعروف أيضًا باسم "راموت القديمة"، في عام 1992. تم ترسيمه بين الحديقة المجاورة لسكة القطار، بين جادة أفيتال أفيغدور، وبين جادة أوري تسفي جرينبرغ (يقع وراء سكة القطار الحي الرابع שכונה ד' والحرم الجامعي بن غوريون، وبعد جادة أفيتال أفيغدور وجادة أوري تسفي جرينبرغ يقع حي "راموت الجديدة").

معظم المنازل في راموت القديمة عبارة عن منازل أرضية لأسرتين وأكواخ متدرجة، وتبلغ مساحة البناء فيها في الغالب 120 مترًا مربعًا، وتبلغ مساحة الأرض في الغالب ربع دونم. ولا يتبع البناء في الحي طريقة "ابن بيتك". لا يوجد سوى ستة أنماط من المنازل الأرضية، بيعت ثلاثة أنماط منها جاهزة تمامًا، أحدها كان كوخًا متدرجًا (تم بناء الأكواخ ذات المدرجات بحيث تفصل ساحاتها الخلفية الفسيحة الشوارع المجاورة عن الحي). بيعت الأنماط الثلاثة الأخرى من المنازل الأرضية للمستهلكين بمساحة 60 مترًا مربعًا معدة مسبقًا لبناء 60 مترًا مربعًا أخرى. أول ستين مترًا مربعًا من أحد الأنماط الثلاثة الأخيرة بُنيَ هذا النمط من الأكواخ بشكلٍ عاجل لمواجهة نقص المساكن الذي صاحب موجة الهجرة من الاتحاد السوفييتي.

يوجد في اراموت أ أيضًا عدد قليل من الوحدات السكنية المشتركة، ثلاثة أو أربعة أنماط فقط. لم تكن المنازل الأرضية في راموت أ تحتوي على ملاجئ، وتتوزّع فيما بينها ملاجئ مشتركة. تُستخدم العديد من هذه الملاجئ كرياض أطفال، وكأنواع أخرى من المباني العامة (مراكز مجتمعية، وفروع حركات شبابية، ومعابد يهودية، ونحو ذلك). في العقد الثاني من القرن الحادي والعشرين، بدأ السكان بإضافة ملاجئ إلى منازل ملتصقة بالأرض. على عكس الوضع في المنازل الملحقة بالأرض، فإن الشقق في الوحدات السكنية لم تكُن مُزوّدة بملاجئ أعند بنائها.

يسكن راموت أ العديد من موظفي الجامعة والأكاديميين. الشوارع الرئيسية في راموت أ هي شارع العلوم (רחוב המדע)، وشارع المعرفة (רחוב הדעת)، وسُمِّيت جميع الشوارع الأخرى تقريبًا بأسماء أكاديميين إسرائيليين. تحتوي راموت أ أيضًا على العديد من المؤسسات التعليمية: مدرستها الابتدائية الرسمية العلمانية الخاصة بها (اسمها "راموت")، وكذلك المدرسة الابتدائية الدينية الحكومية "أفيكيم في النقب" (אפיקים בנגב) والمدرسة الثانوية "المدرسة الشاملة مُتعدِّدة التخصُّصات" (המקיף הרב תחומי) التي تخدم حي راموت بأكمله. تحتوي راموت أ أيضًا على مدرسة للتربية الخاصة لجمعية إيلان، وكذلك مدرسة دينية لتدريس التوراة (كوليل כולל)، وبيت للطهارة (ميكفي מקווה).

## راموت الجديدة
- راموت ب (وتسمى أيضًا "هضبة راموت") هي المنطقة المبنية في أقصى الشمال في بئر السبع، وتقع شمال غرب راموت القديمة. هناك العشرات من الوحدات السكنية في الحي مرتفعة نسبيًا. توجد في راموت ب مدرستان: ابتدائية "ريخسيم" (רכסים) والمدرسة الشاملة "مكيف ريخِس".
- بُنِيَتْ راموت ج (وتسمَّى أيضًا "قِمَّة راموت") على تلّة مرتفعة يمكن من خلالها رؤية بئر السبع بأكملها، وهي تقع شمال شرق راموت القديمة. أسماء الشوارع فيها مقتبسة من أسماء الجبال المحيطة بها (على سبيل المثال، "شارع رُجم البَقَرَة"، بالعبرية: "هار بوكر"הר בוקר). منطقة راموت ج بأكملها موجودة ضمن مشروع إسكاني اسمُه: ابنِ بَيْتَك!. توجد في الحي حديقة عامَّة واسعة تسمى "حديقة الأقواس" (גן הקשתות). فيما يتعلق بخطة التطوير العمراني، تُعتبر راموت ج من أرقى الأحياء في راموت. الكثافة السكانية في راموت ج منخفضة، ولذلك لا توجد فيها مدارس، والمباني العامة الموجودة فيها تقع على أطرافها، وتخدم أحياء أخرى أيضًا.
- راموت د (ويُطلق عليها أيضًا اسم "راموت النصب التذكاري") يمتد الحيّ شرق شارع أوري تسفي غرينبرغ. المناطق الجنوبية من راموت د قريبة من الجامعة، ومن محطة قطار بئر السبع شمال. المناطق الشمالية من راموت د قريبة من النصب التذكاري للواء النقب. يطلُّ الجزء الشمالي من راموت د على كامل بئر السبع. راموت د هي أقرب الأحياء السكنيّة إلى منتزه جاف يام النّقب، وبيت الجُنديّ. منازل راموت د عبارة عن منازل ريفية بُنيت جزئيًا بواسطة مقاولين، وجزئيًا فيلات ومنازل ريفية بُنِيَتْ باستخدام طريقة "ابنِ بيتك"!. توجد في راموت د مدرسة "بن غوريون" الابتدائية.